# Bintou Sanankoua
Bintou Sanankoua est une historienne et femme politique malienne.

## Biographie
Bintou Sanankoua grandit dans la famille d'Amadou Hampâté Bâ et devient historienne,,.
Elle enseigne l'histoire à l'école normale supérieure de Bamako. Elle se spécialise sur l'étude de l'histoire du Mali aux dix-neuvième et vingtième siècle ; elle écrit une étude de la chute de Modibo Keïta et un livre sur les peuls au XIXe siècle.
Pour son livre Un empire peul au XIXe siècle : La Dinna du Maasina, elle s'appuie sur les travaux d'Amadou Hampâté Bâ, aux archives de sa famille, et à des archives du centre Ahmed Baba à Tombouctou. Elle complète le travail de Bâ, qui écrivait sur la vie du peuple Dinna à la même époque.
Elle se penche également sur l'histoire du califat de Hamdallaye, travaillant notammnet sur le Bayān mā waqaʿa, un texte qui retrace la chute du califat. Elle est l'une des premières personnes à étudier ce sujet.
Bintou Sanankoua se présente aux élections législatives maliennes de juillet 1997. Sa candidature est appuyée par la Coordination des Associations et ONG féminines du Mali, et elle est élue à l'Assemblée nationale,. Elle est coordinatrice régionale de l'avancement des femmes à Mopti et membre du Collectif des femmes du Mali.